# Banket
Banket – miasto w Zimbabwe, w prowincji Maszona Zachodnia, w dystrykcie Zvimba.